# 잭애스땃쥐
잭애스땃쥐(Crocidura arispa)는 땃쥐과에 속하는 포유류의 일종이다. 튀르키예의 토착종이다. 자연서식지는 암반 지역이다.

## 분포
터키 토로스산맥에서 발견된다.